# Barrage de Keddara
Le barrage de Keddara est un barrage de type remblai, située sur le territoire de la commune d'El Kharrouba, dans la wilaya de Boumerdès, en Algérie. 

## Histoire
Le barrage de Keddara est construit entre 1982 et 1987. Le barrage est entré en activité en 1987. 

## Description
Le barrage de Keddara est de type remblai, il mesure 106 mètres de haut, 470 mètres de longueur de crête et retient un volume de 142,39 millions m3 d'eau.